# Crypturellus erythropus
Crypturellus erythropus е вид птица от семейство Тинамуви (Tinamidae).

## Разпространение
Видът е разпространен в Бразилия, Венецуела, Гвиана, Колумбия, Суринам и Френска Гвиана.